# Tunika
Tunika je naziv za vrstu odjeće u starom Rimu. Obično je od vune, a nosila se ispod toge.
Danas je vrlo rijetka, a ljudi je nose najčešće zbog vjerskih obreda i slično. Tunika abacost je naziv za tip odjeće koju su nosili pristaše režima Mobutu Sese Sekoa u DR Kongu.